# Victor Gautron du Coudray
Pour les articles homonymes, voir Gautron.
Victor Gautron du Coudray  (Nevers, 6 avril 1868 - Nevers, 30 novembre 1957) est un homme de lettres, érudit, collectionneur, poète, géologue, minéralogiste, numismate, archéologue, peintre, chercheur d'or.

## Biographie
Victor Louis Pierre Florimond Gautron du Coudray naît en 1868 à Nevers, dans une famille aristocratique ; son trisaïeul, Gilbert Gautron, avait créé en 1755 à Nevers la manufacture de faïence La Royale. Victor Gautron du Coudray prend plus tard la devise Sans vanité ni faiblesse ; certains l'appellent parfois vicomte, quoiqu'il ne possède pas ce titre. Il suit sa scolarité à Nevers, à Paris, à Montluçon puis à nouveau à Nevers, et prend des cours de peinture auprès de Léon Legendre et d’Hector Hanoteau. 
En 1889, il épouse à Nevers Marie-Gabrielle de Ruffi de Pontevès-Gévaudan, avec laquelle il s’installe en 1893 à Dun-sur-Grandry, au château de Grandry, au sein d’un domaine de cent quinze hectares, dans la Nièvre. En 1896, le couple a une fille unique, Marie-Thérèse, née à Dun-sur-Grandry. Dans cette commune, Gautron du Coudray découvre un filon de quartz aurifère qu’il espère exploiter. Le coût de ses prospections amène sans doute sa belle-famille à l’obliger de vendre le domaine de Grandry en 1901. 
Vivant désormais seul, il s’installe en 1902 à Paris, et croise le critique et poète Marc Legrand, grâce auquel il trouve un logement rue des Écoles, et qui accueille ses poèmes avec enthousiasme. Reçu dans la bonne société, il reprend des études dans la capitale et suit dans différents établissements, comme La Sorbonne ou le Muséum national d'histoire naturelle, des cours ou des conférences d’anthropologie, de minéralogie, de géologie, de numismatique, d’anthropométrie. Simultanément, il publie des recueils de poèmes. Il crée en 1909 un cercle littéraire, Le Thyrse d'or. Il fonde la revue La Nef, qui paraît en 1913 et 1914. Il est reçu au Salon des Poètes en 1914. Il peint également, à l’huile et à l’aquarelle, essentiellement des paysages. Lorsque la Première Guerre mondiale éclate, il se met à la disposition de la Croix-Rouge.
À partir de la Première Guerre mondiale, il fait régulièrement des dons au musée de Clamecy, fondé en 1876. Il vient alors fréquemment de Paris pour de brefs séjours dans la Nièvre. Il ne perd pas espoir de faire exploiter le gisement de Grandry et obtient qu’un financier s’y intéresse en 1922. Mais l’analyse des prélèvements de minerai aurifère s’avère décevante et l’exploitation de barytine paraît non rentable, ce qui entraîne l’arrêt des travaux. Gautron du Coudray doit renoncer définitivement en 1928.
Le 1er mars 1926, la mairie de Clamecy nomme Gautron du Coudray directeur du musée de Clamecy, fonction qu’il exerce jusqu’à son décès. En 1928, il est désigné conservateur honoraire du Musée régionaliste de Château-Chinon. Il continue à écrire des recueils de poésie, des volumes d’histoire locale et de nombreux articles pour la presse locale. Sous le pseudonyme de la Mélie de Château-Chinon, il publie des recettes gastronomiques. 
En juillet 1937, il quitte Paris et entre à la maison de retraite de Corcelles, sur la commune de Marzy, près de Nevers, où il bénéficie de la fondation Clerget. Il fonde à Marzy dès 1938 un « musée de village », aujourd’hui musée Gautron-du-Coudray. Il offre à la bibliothèque municipale de Nevers des collections qui permettent de créer en 1942 le cabinet de numismatique ; celui-ci comporte en 1943 plus de deux mille huit cents monnaies et médailles données par Gautron du Coudray. En 1942, il est nommé titulaire de la chaire d’histoire locale de la Nièvre et prononce des conférences sur l’histoire locale, dont les sujets sont le Morvan, la faïence de Nevers, les légendes du Nivernais. En 1954, il crée le musée de La Charité-sur-Loire, auquel il donne des collections de minéralogie, de numismatique, de faïences, de peintures et une grande partie de sa bibliothèque et de ses archives personnelles.
Décédé à Nevers en 1957, il est inhumé à Marzy. La mairie de Marzy a baptisé Musée Gautron-du-Coudray l’établissement créé en 1938.

## Ouvrages
- Monographie de Dun-sur-Grandry, Préface de René de Lespinasse, Nevers, Mazeron frères, 1897, VIII-108 p., carte.  In-8°.
- Notice sur Ougny, Nevers, Mazeron, 1897, 7 p.
- Étude sur les feldspaths orthosiques argiliformes (kaolins) de Dun-sur-Grandry (Nièvre), Nevers, Mazeron frères, 1897, 6 p.
- Notice sur les argiles kaoliniques de Grandry (Nièvre), Autun, Dejussieu, 1899, 15 p. In-8°.
- Étude sur l'affleurement et les premières recherches minières du gîte métallifère à sulfures complexes de Dun-sur-Grandy (Nièvre), Autun, Dejussieu, père et fils, 1899, 15 p., pl. et carte.  In-8°.
- Pochades Morvandelles poésies agrestes, Paris, Louis Ceyrolle, [1902], 41 p. In-16.
- Le Lierre du Thyrse Notes d’Harmonie - Pochades Morvandelles - Le Poème Mondial, Préface de Jean-Paul Tort, Paris, Vasseur, 1910, 154 p.
- Le Château de St-Ange en Gâtinais d’Ile-de-France, Paris, Édition de la revue « Vox », 1911, 8 p.
- Le Lierre du Thyrse, poèmes, Préface de Jean-Paul Tort, Paris, La Nouvelle Édition Française, 1912, 166 p. In-18.
- La Petite Écosse de la France - Le Morvan - Notice Monographique, Paris, Édition de la revue « Vox », 1912, 27 p. In-8°.
- Clairs rayons sur la route…, Paris, Nouvelle Édition Française Eymard et Cie, 1913, 92 p.
- Un quarteron de Rimes Culinaires Nationales, Exotiques Cynégétiques et Militaires, Nevers, Chez l’auteur, Imprimerie Nouvelle l’Avenir, 1916, 30 p. In-16.
- Poèmes patriotiques, Clamecy, L. Mazetier, 1917, 12 p.
- Poésie de Victor Gautron du Coudray, Musique de Casimir Renard, Mon Morvan Chanson, Paris, F. Durdilly. Ch. Hayet succr., 1926.
- Promenade dans le vieux Paris, avec évocation de souvenirs nivernais, Nevers, Éditions de la Revue du Centre, 1928, 11 p.
- Le Cœur de la France « le Morvan », Clamecy, Laballery & Brunet, 1928, 20 p.
- L’identification de l’Assiette à la Guillotine du Musée de Clamecy, Paris, Nevers, Éditions de la Revue du Centre, 1929, 3 p.
- Les Faïences régionales des anciennes Manufactures filiales de Nevers, Paris, Nevers, Éditions de la Revue du Centre, 1929, 7 p.
- Le Lierre du Thyrse Poèmes, Nouvelle édition, Paris, Nevers, Éditions de la Revue du Centre, 1930, 117 p.
- Journal de Voyage d’une Nivernaise à Paris en 1829 Joséphine Barat, sœur du Commandant J.-C. Barat, Nevers, Imprimerie de la Nièvre, 1931, 8 p.
- Morellet Poète, Nevers, Imprimerie de la Nièvre, 1931, 6 p.
- Le Bouquet du terroir botanique morvandelle folklore, légendes et florilège, Paris, Éditions de la Revue du Centre, 1934, 204 p.
- Le vade-mecum du naturaliste clamecycois - Situation Géographique Géologie – Préhistoire - Flore et Faunule, Clamecy, Maurice Laballery, 1935, 11 p.
- De Paris à Nevers au temps des diligences en 1832, Paris, Éditions de la Revue du Centre, 1936, 84 p.
- Notice sur les pierres figures, Clamecy, Maurice Laballery, 1936, 15 p.
- Un quarteron de rimes culinaires suivies des recettes morvandelles de la Mélie de Château-Chinon et d'une dissertation sur la dégustation des vins, Bois originaux de Didier Sayet, Préface de Pierre Andrieu, Nevers, Chassaing, 1938, 239 p. In-16.  Nouvelle édition : 1939.  Réédition : Le Coteau, Horvath, 1985, 239 p.
- Marzy Descriptif historique et pittoresque, Nevers, Chassaing, 1942, 176 p. In-16.
- Le Cœur de la France le Morvan, Nevers, Chassaing, 1942, 57 p. In-16. Fig., portrait-frontispice, dessins de l'auteur.

En tant que préfacier :
- Georges Blanchard, Siété su ma bérouette : rimouée en patois, Préface de Gautron du Coudray, dessins de Georges Tardy, Nevers, Chassaing, 1941, 155 p. In-16.
- Lise Vanayse, Rythme, poèmes, Préface de Gautron du Coudray, Nevers, Chassaing, 1944, 79 p. In-16.